# Cecil Rhodes

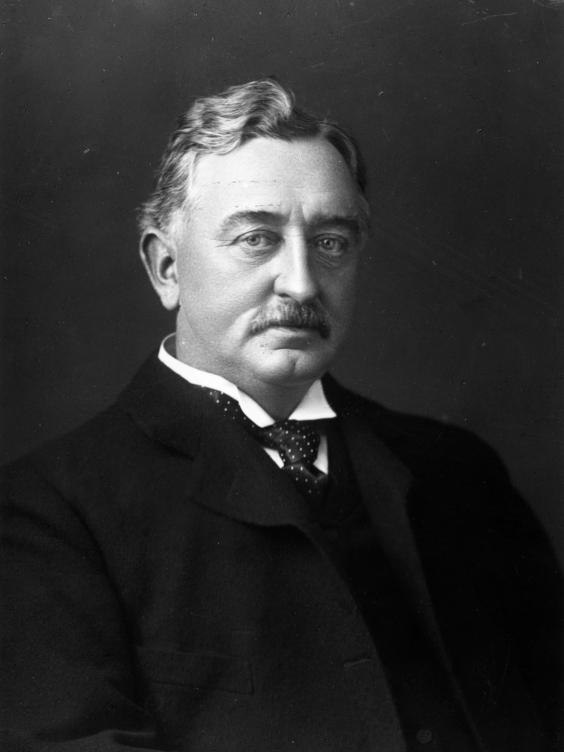
Cecil Rhodes (ca. 1900)

Cecil John Rhodes (* 5. Juli 1853 in Bishop’s Stortford, Hertfordshire, England; † 26. März 1902 in Muizenberg bei Kapstadt) war ein britischer Unternehmer und Politiker.
In der Hochphase des Imperialismus war Rhodes einer der führenden Akteure des Wettlaufs um Afrika. So war er maßgeblich an der Eroberung und Kolonisierung von Gebieten für das Britische Weltreich beteiligt, die nach ihm Nordrhodesien (heute Sambia) und Südrhodesien genannt wurden. Letzteres wurde zum international nicht anerkannten Staat Rhodesien, dem heutigen Simbabwe. Rhodes war auch ein Visionär des Kap-Kairo-Projekts, das darauf abzielte, ein durchgehendes britisches Kolonialgebiet von Ägypten bis zur Kapkolonie zu schaffen. Zur Erschließung dieser Gebiete förderte er den Eisenbahnbau. Rhodes sah die Briten als „erste Rasse der Welt“ an und träumte von einer Wiedervereinigung der anglo-amerikanischen Welt unter einer gemeinsamen, imperialen Regierung.

## Leben

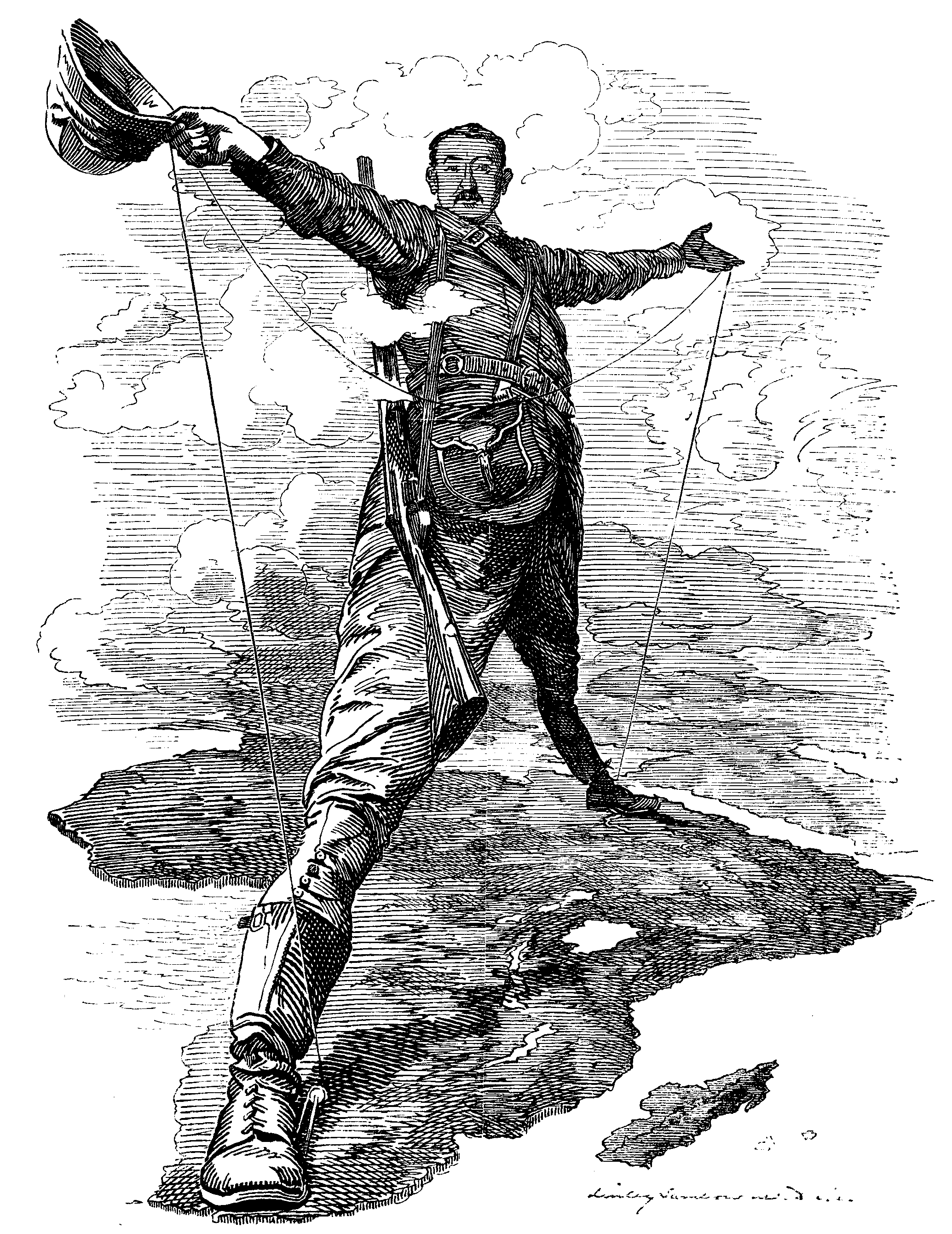
The Rhodes Colossus, Karikatur von Edward Linley Sambourne zum Kap-Kairo-Plan von Cecil Rhodes im Punch, 1892

Cecil Rhodes war ein Sohn des anglikanischen Pfarrers Francis William Rhodes und dessen Frau Louisa, geborene Peacock. Als Kind litt er lange an Tuberkulose und wurde daher 1870, im Alter von 17 Jahren, nach Südafrika zu seinem Bruder geschickt. Am 1. September 1870 erreichte er Durban. Nach einem kurzen Aufenthalt mit dem Oberzollaufseher von Natal P. C. Sutherland und seiner Familie in Pietermaritzburg ging er zu seinem Bruder Herbert, der in das Umkomaas-Tal zu seiner Baumwollplantage zurückgekehrt war, nachdem er die Diamantminen in Kimberley besucht hatte. Nach Schwierigkeiten in der ersten Saison verliefen die dann folgenden Ernten der Brüder erfolgreich. Im Mai 1871 ging Herbert Rhodes noch einmal zu den Diamantminen, wohin ihm Cecil im Oktober folgte.
Kurz nach der Ankunft Cecil Rhodes’ beim New Rush (heute Kimberley) ging sein Bruder Herbert zurück zur Baumwollplantage und ließ den Achtzehnjährigen zur Überwachung seines Grubenfeldes allein zurück. Unter seinen damaligen Gefährten befanden sich John X. Merriman und Charles Rudd, mit denen er später die Firma De Beers gründete.
1872 erlitt Cecil Rhodes einen leichten Herzinfarkt. Um ihn bei seiner Genesung zu unterstützen, nahm Herbert seinen Bruder auf eine Reise ins Landesinnere mit, wo er mehr Gold zu finden glaubte. Die Minen bei Kimberley wurden weiterhin von C. D. Rudd und ihrem kurz zuvor aus England angereisten Bruder Frank überwacht. Die Reise der beiden Brüder führte sie in den Norden bis in das damalige Mahikeng und danach nach Osten durch das Transvaalgebiet. Kurz nach der Rückkehr Herberts nach Kimberley sahen sich die Brüder das letzte Mal, bevor Herbert abermals nach Norden zog. Herbert starb 1879 am Nyasasee durch ein Feuer in seiner Hütte.
Um eine höhere Ausbildung in England zu erreichen, überließen die Brüder Rhodes die Minengeschäfte ihrem Partner Rudd und fuhren 1873 nach England. Dort besuchte Cecil Rhodes das Oriel College der Universität Oxford, vollendete jedoch nur ein Semester und begann sein zweites erst 1876. Weitere fünf Jahre später schrieb er sein Abschlussexamen. Er war nun Rechtsanwalt (Barrister) und Mitglied der Anwaltskammer des Inner Temple in London. Es wird vermutet, dass seine lange Studienzeit auf die Geschäfte in Kimberley und seinen schlechten Gesundheitszustand zurückzuführen ist. 1877 wurde Rhodes in der Apollo-Loge in Oxford als Freimaurer aufgenommen.
Während seiner Zeit in Oxford gingen seine Geschäfte in Südafrika weiter. Kurz vor seiner Rückkehr nach England hatten Rhodes und Rudd die Minenarbeiten von Kimberley auf die Vooruitzicht Farm verlegt. Diese war auch als Old De Beers bekannt – benannt nach ihren ursprünglichen Eigentümern Johannes Nicolaas und seinem Bruder Diederik Arnoldus de Beer, deren Spuren sich nach dem Verkauf ihres Hofes an die Diamantschürfer verlieren.

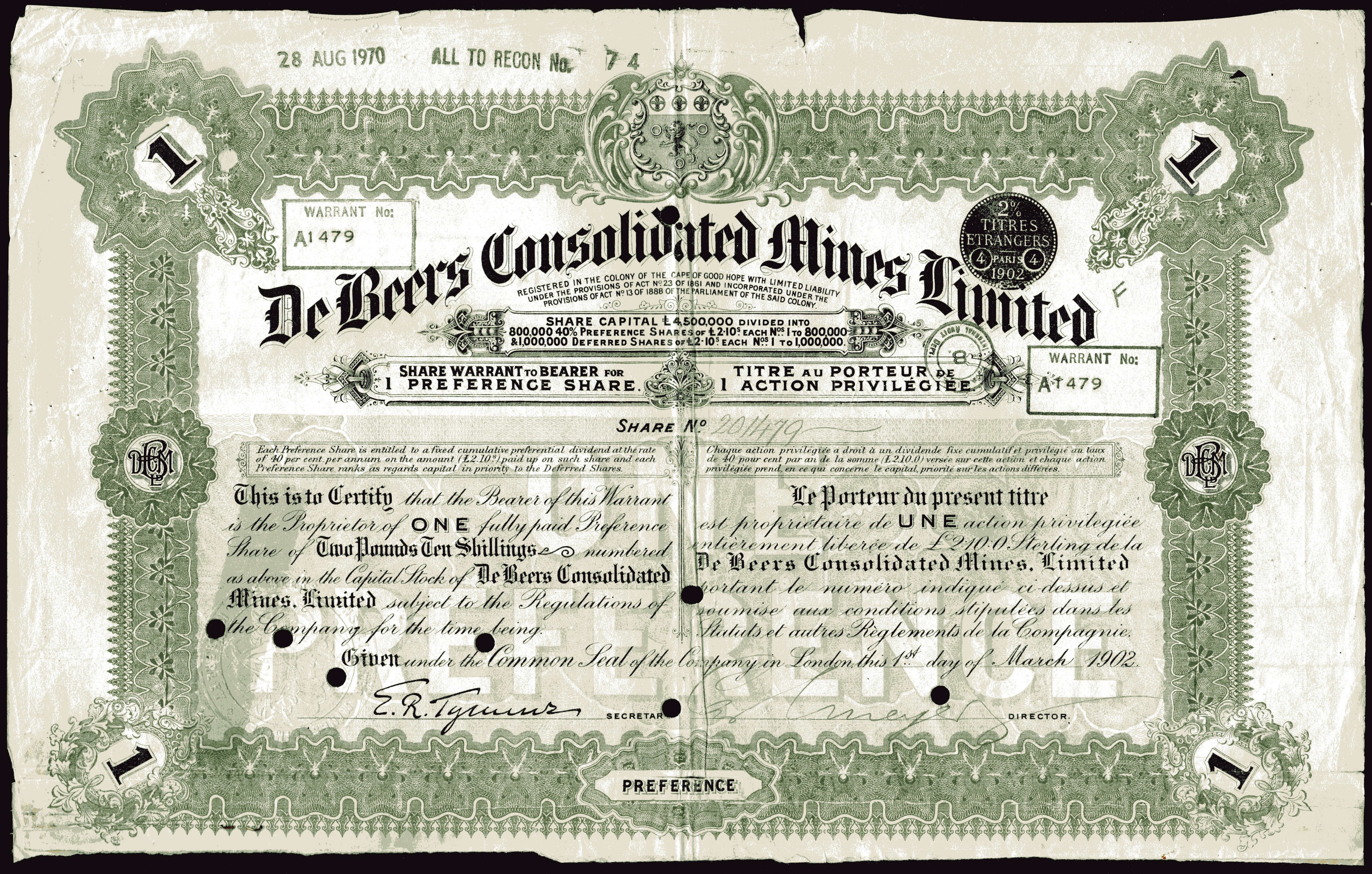
Vorzugsaktie der De Beers Consolidated Mines Ltd. vom 1. März 1902

Im April 1880, als eine Reihe großer Minenfirmen Privatminen ankauften, gründeten Rhodes, als Haupteigentümer, und Rudd die De Beers Mining Company mit einem Startkapital von 200.000 £.
Im Jahre 1881 wurde Rhodes Mitglied des Parlaments der Kapkolonie und behielt diesen Sitz bis an sein Lebensende. Sein politischer Einfluss stieg, und so konnte er London 1885 veranlassen, das Betschuanaland (heute Botswana) durch Truppen, die in der Kolonie stationiert waren, erobern zu lassen.
Im Februar 1887 gründete Rhodes mit Charles Rudd in London die Firma The Gold Fields of South Africa, etwa anderthalb Jahre, nachdem im heutigen Johannesburg das erste Gold entdeckt worden war. Die Firma kaufte diverse Goldminen am Witwatersrand, wie Simmer and Jack, Robinson Deep Mine und Chris Shaft und wuchs bis zu einer Mitarbeiterzahl von nahezu 100.000 im Jahr 1886.
1888 gründete Rhodes mit Geschäftspartnern wie Alfred Beit und der Rothschild-Bank in Paris die De Beers Consolidated Diamond Mines, die letztlich das Monopol über die Diamantenproduktion im südlichen Afrika erreichte. Im Jahre 1889 bekam Rhodes von der britischen Regierung einen Freibrief: Er sollte die Britische Südafrika-Gesellschaft (BSAC) gründen, die die Entwicklung vom südlichen Afrika aus vorantreiben sollte. Eine nördliche Grenze der Aktivitäten wurde zunächst bewusst nicht definiert.
Rhodes schaffte es, die unabhängigen Reiche der Matabele unter Lobengula (im heutigen Simbabwe) und der Barotse gewaltsam unter Lewanika I. (im heutigen Sambia) unter britische Herrschaft zu bringen. Die Gebiete wurden an die Eisenbahn von Südafrika angeschlossen, eine Etappe des Projektes der Linie Kap-Kairo. Einige der von diesem Unternehmen verwalteten Gebiete wurden englischen Siedlern verkauft. Diese neuen Kolonien erhielten die Namen Nord- und Südrhodesien (heutiges Sambia und Simbabwe), benannt nach Rhodes. Bis 1923 kontrollierte die Gesellschaft dieses Gebiet.
1890 wurde  Rhodes zum Premierminister der Kapkolonie gewählt. Seine Koalitionsregierung stützte sich wesentlich auf den burischen Afrikanerbond mit Jan Hendrik Hofmeyr als bestimmender Figur. Während seiner Regierungszeit setzten sich die Konflikte mit der Republik Transvaal, in der die Buren gewaltsam dominierten, fort. Rhodes’ Vision war eine Vereinigung der südafrikanischen Republiken und der Kapkolonie in einer Südafrikanischen Union unter britischer Fahne. 1895 unterstützte Rhodes eine Verschwörung, die die Regierung von Paul Kruger im Transvaal stürzen sollte. Leander Jameson, der damalige Verwalter des heutigen Simbabwe, führte eine Truppe an, die am 29. Dezember 1895 im so genannten Jameson Raid in Transvaal einmarschierte, dort jedoch scheiterte.

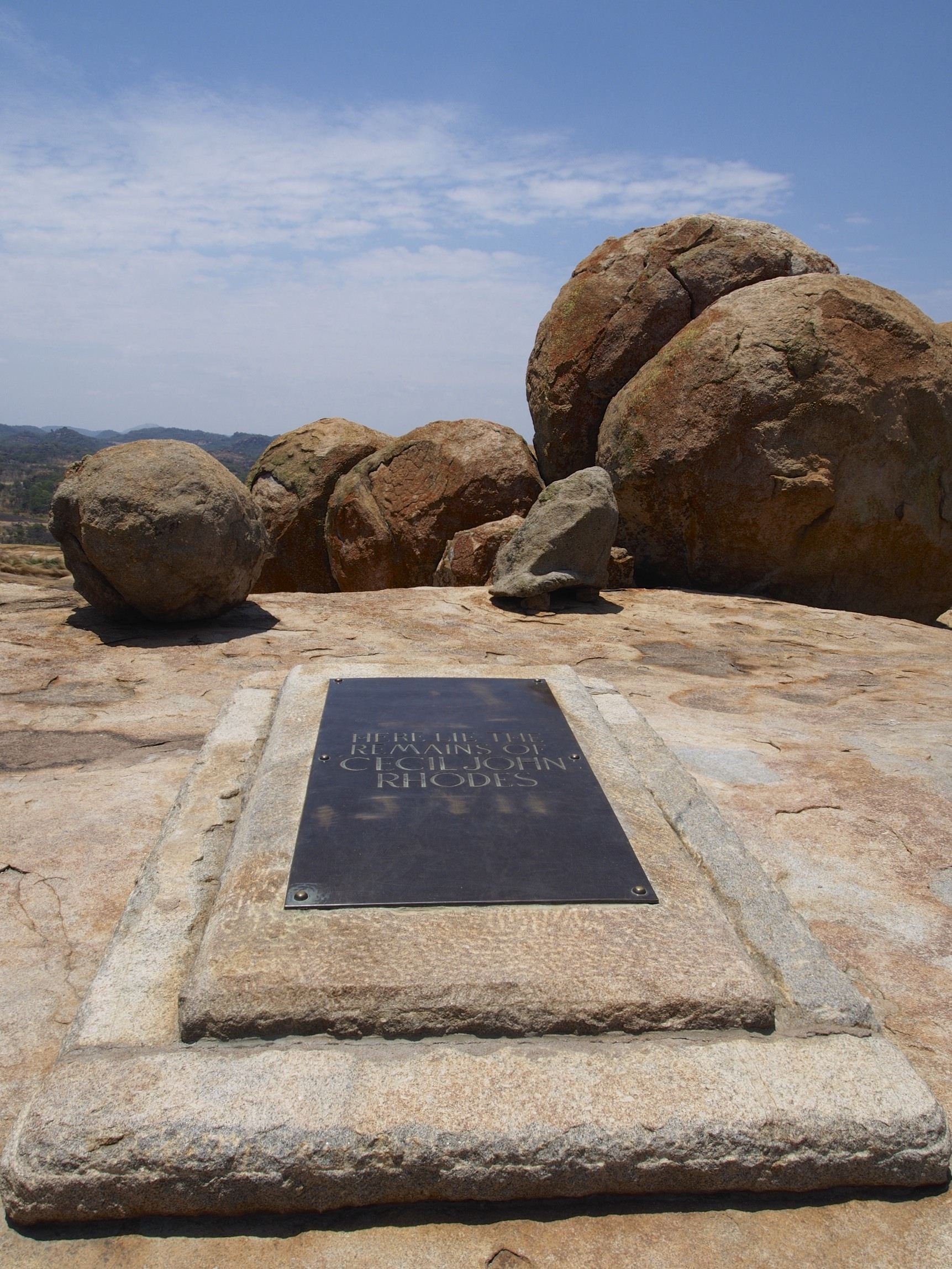
Grab von Cecil Rhodes im Matopo-Gebirge im heutigen Simbabwe

Rhodes wurde beschuldigt, diese Invasion veranlasst und unterstützt zu haben, wurde aber von einem Untersuchungsausschuss in London freigesprochen. Trotzdem war er schon unmittelbar nach Bekanntwerden des Überfalls gezwungen, das Amt des Premierministers niederzulegen. Das Vertrauen bei den Buren auch in der Kapkolonie war unwiederbringlich verloren. Rhodes kümmerte sich daraufhin verstärkt um den Aufbau sowie die Weiterentwicklung Rhodesiens und trieb unter anderem den Eisenbahnbau voran (Kap-Kairo-Plan). Auf den Zweiten Burenkrieg, der von 1899 bis 1902 währte, hatte Rhodes wenig Einfluss. Rhodes verteidigte dabei nur die Stadt Kimberley und behauptete, dass er, wäre er noch an der Regierung, diesen Krieg verhindert hätte.
Rhodes starb am 26. März 1902. Sein Grab liegt auf einem Berg im Matopo-Gebirge im heutigen Simbabwe, am sogenannten World’s View.

## Stiftungen und Stipendien
Durch das Diamanten- und Goldgeschäft war er zu einem der reichsten Männer der Welt geworden. Er brachte einen Großteil seines Vermögens testamentarisch in eine eigene Stiftung ein, die jährlich 200 Studenten ein Rhodes-Stipendium zum Besuch der Universität Oxford verleiht. Die Idee solcher Stipendien war in der englischen Presse durch die Pan-Britannischen Spiele von John Astley Cooper eingeführt worden und wurde von Rhodes finanziert.
Die Rhodes-Stiftung existiert bis heute. Einer der prominentesten Stipendiaten war der spätere US-Präsident Bill Clinton. Um Rhodes und seine Aktivitäten kreisen bis heute kaum substantiierte Verschwörungstheorien, die auf das Werk von Carroll Quigley zurückgehen. In frühen, später aufgehobenen Testamenten bestimmte Rhodes sein Vermögen dem Zweck, eine Geheimgesellschaft aufzubauen, die seine Vision einer Vereinigung der anglo-amerikanischen Welt vollenden möge.
Anlässlich des 100. Jubiläums der Rhodes-Stiftung 2003 wurde die Mandela Rhodes Foundation ins Leben gerufen. An den Feierlichkeiten nahmen neben dem ehemaligen südafrikanischen Staatspräsidenten Nelson Mandela auch der ehemalige US-Präsident Bill Clinton sowie der damalige britische Premierminister Tony Blair teil.

## Kritik

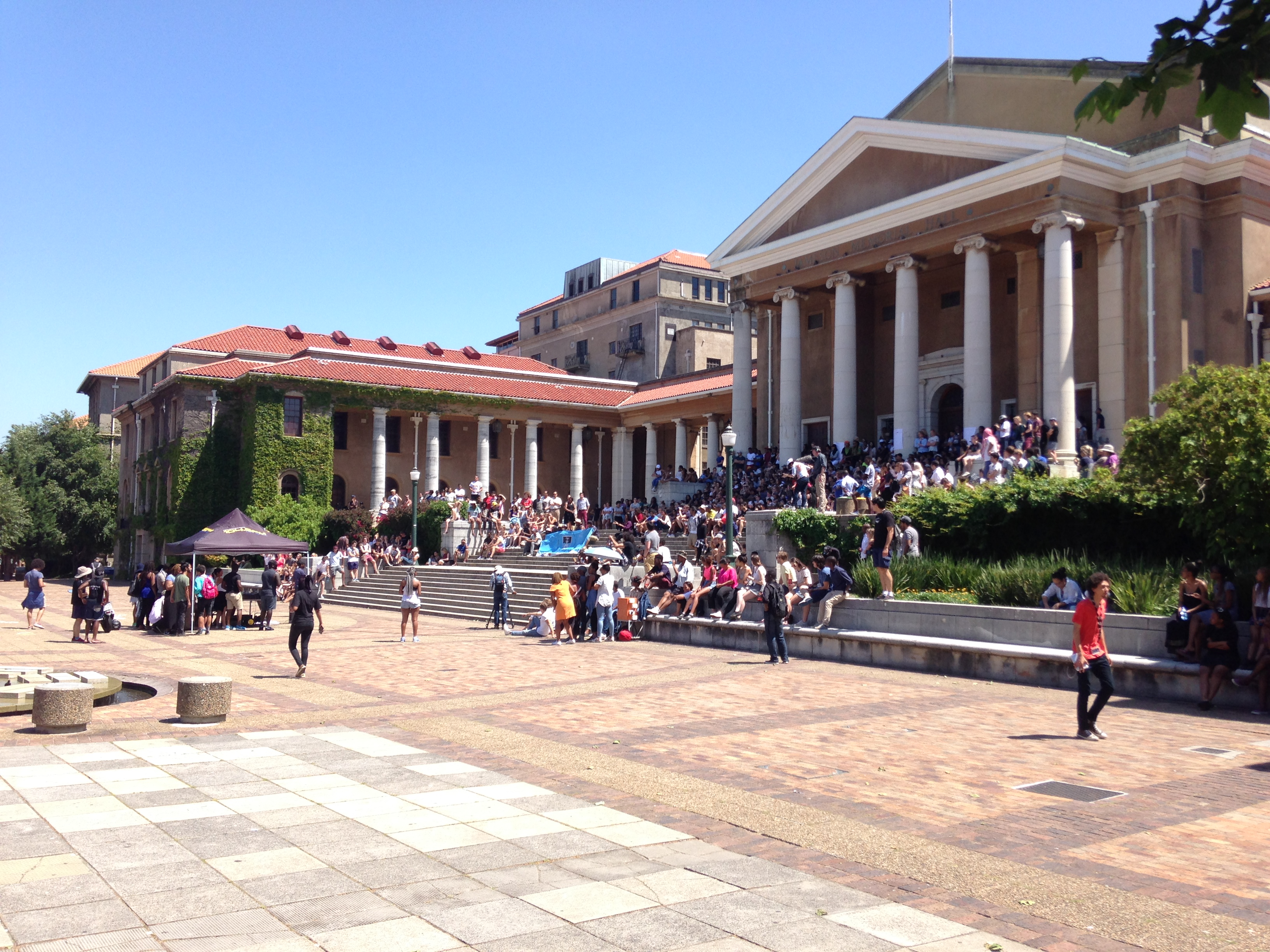
Zweiter Tag des Protestes 2015 an der Universität Kapstadt

Aufgrund seines politischen und wirtschaftlichen Engagements während der Kolonialzeit geriet die Reputation als Nationalheld zunehmend ins Wanken. Die Bewegung „Rhodes must fall“ nahm am 9. März 2015 auf dem Campusgelände der Universität Kapstadt ihren Anfang und verbreitete sich von da auf weitere südafrikanische Hochschuleinrichtungen. Inzwischen wird die von ihm vorangetriebene Politik als Meilenstein des Rassismus international reflektiert und geächtet. Rhodes trug als Premierminister zentrale Mitverantwortung für ungleiche Wahlbedingungen in der Kapkolonie auf Grundlage des Franchise and Ballot Act of 1892 und für den errichteten Niedriglohnsektor unter der schwarzen Bevölkerung über die Wirkungsmechanismen des Glen Grey Act 1884.

## Namensgeber

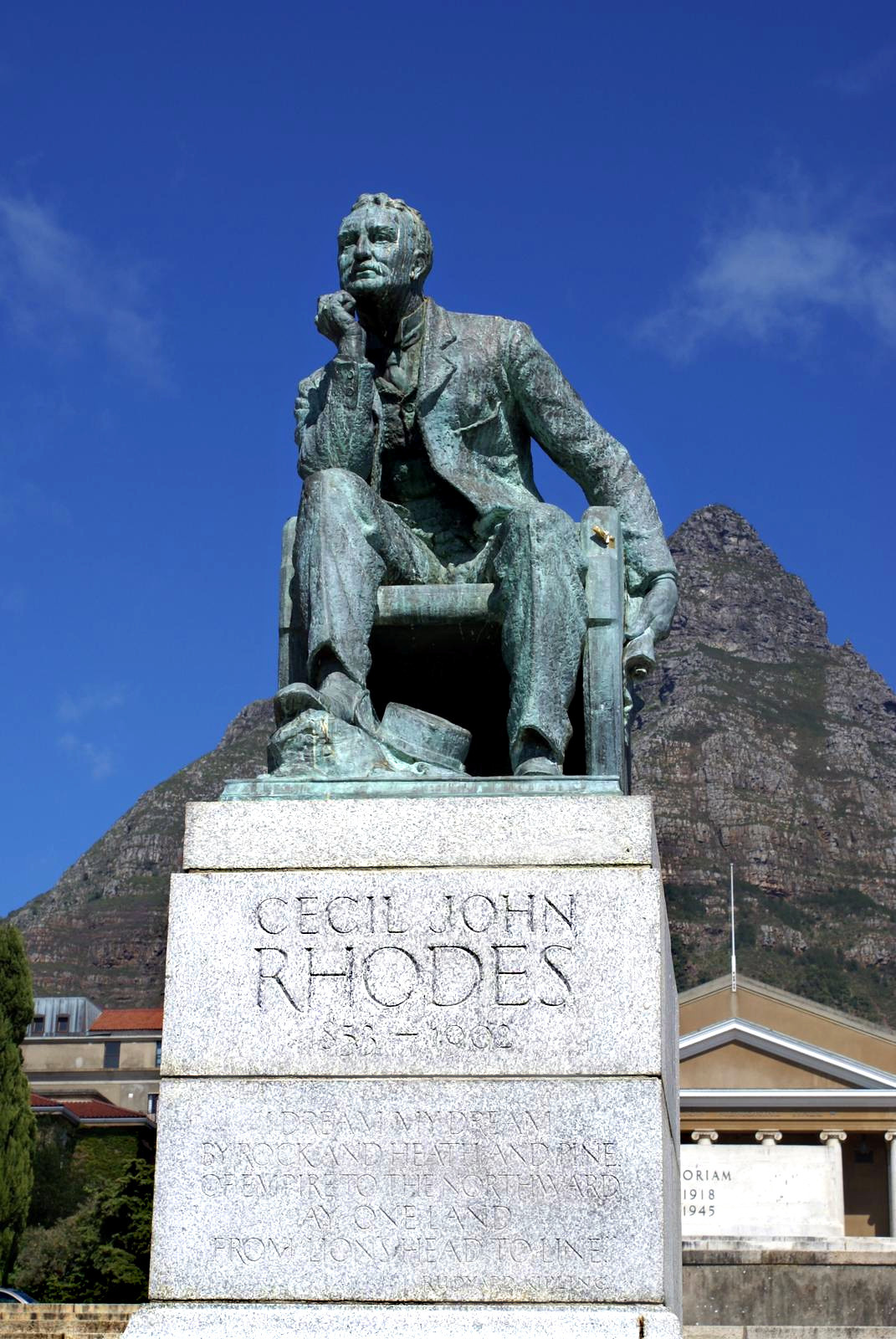
Rhodes-Statue an der University of Cape Town, die 2015 die #RhodesMustFall-Kampagne auslöste und entfernt wurde

- Das Rhodes-Livingstone Institute in Lusaka (Sambia) war nach ihm und David Livingstone benannt.
- Die Rhodes University in Grahamstown (Südafrika) trägt seinen Namen.
- Ein Rhodes-Stipendium (eng. Rhodes Scholarship) gilt bis heute nach verbreiteter Einschätzung als eines der prestigeträchtigsten Stipendien der Welt für ein Studium an der Universität Oxford.

## Film und Fernsehen
1936 wurde die geschönte, unkritische Filmobiografie Rhodes of Africa veröffentlicht. In der Hauptrolle war Walter Huston zu sehen. Mit Rhodes wurde von der BBC eine achtteilige Fernsehserie produziert, die 1996 ausgestrahlt wurde. Martin Shaw war in der Rolle von Rhodes zu sehen. Im antibritischen NS-Propagandafilm Ohm Krüger aus dem Jahre 1941 wird Rhodes von Ferdinand Marian verkörpert.